# 反成長

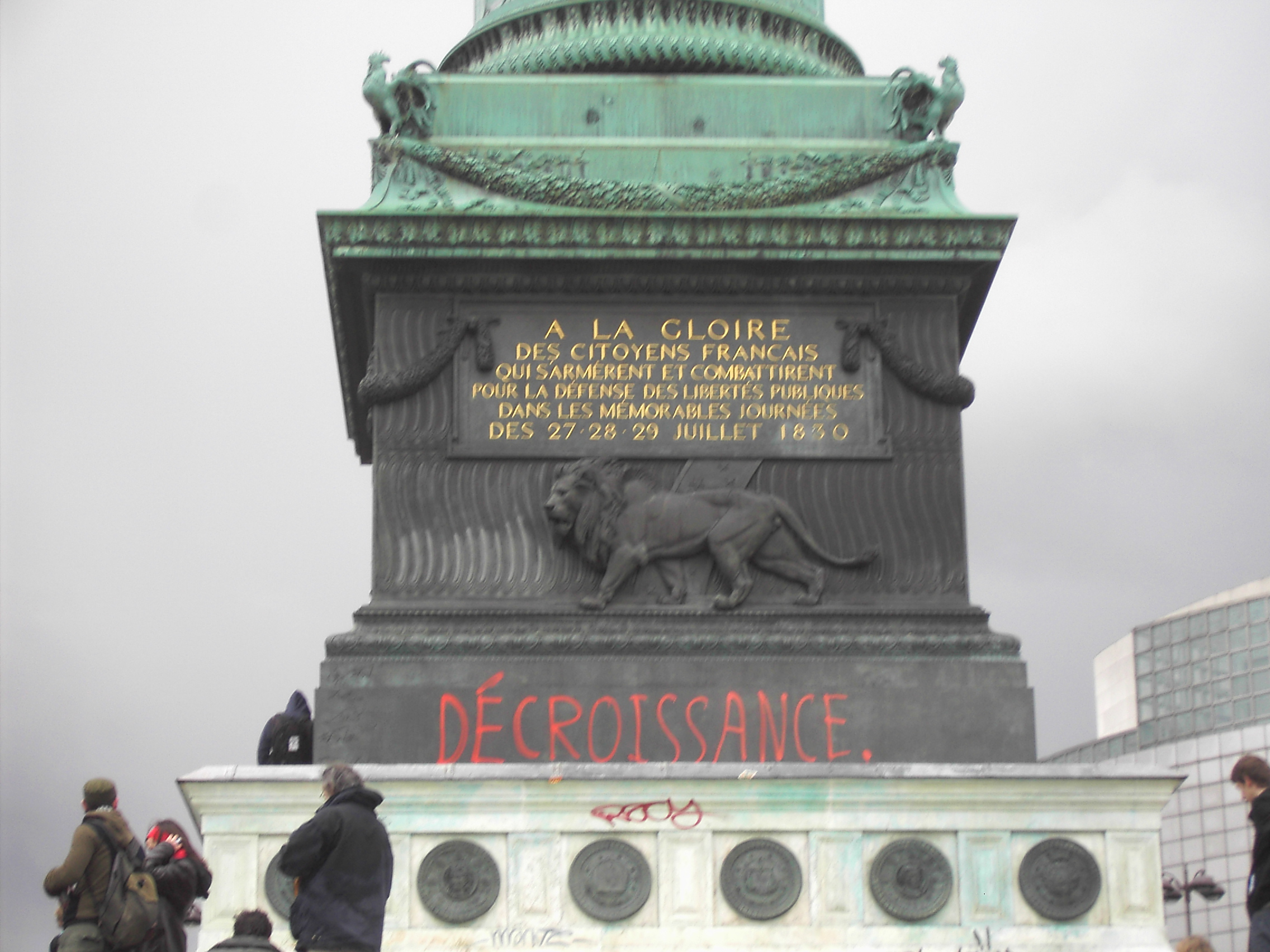
2006年3月28日の初期雇用契約に反対するなかで、パリのバスティーユ広場のに描かれた、反成長に賛成する落書き。

反成長（はんせいちょう、仏: décroissance）とは、生態経済学、反消費者主義（英語: anti-consumerism）、反資本主義の思想にもとづく政治的、経済的、社会的運動である。それは成長の限界のジレンマについて答えるひとつの本質的な経済的戦略をも考える。生産と消費の縮小―経済の収縮―にたいする反成長の思想家 たちならびに活動家 たちは長期間の環境問題ならびに社会的不平等の根幹に横たわる過剰消費のことを主張する。反成長の概念は、消費の引き下げが個人的な犠牲や人生の充実の引き下げを必要としないことである。むしろ、―消費を意味しない―、芸術、音楽、家族、自然、文化、コミュニティーに熱中する時間の中での、仕事の分配、少ない消費、を通じて、反成長者（英: degrowther）たちは幸福と人生の充実を最大化することを目的とする。

## 背景
運動は、産業社会と結びついた、生産主義（英語: Productivism）ならびに消費者主義の一連の理解におよぶ関心から起きた。それらは次のことを含む：
- エネルギー資源の可能性の低下[注 3]
- 環境の質の低下[注 4]
- 人類がその上に依存する動植物相の健全性の減少[注 5]
- 社会的側面での負の影響[注 6]
- 多くの食料とエネルギーを消費して、第三世界の支出で莫大な廃棄物を生み出す、生活様式を維持するための、第一世界における資源の常に拡大する利用[注 7]

### 資源枯渇
経済成長につれ、しだいに資源への需要はそれに応じて増大する。石油（油）のような、非-再生資源の定まった供給があり、そしてこれらの資源は不可避的に枯渇するだろう。もし延長された期間にわたって持続不可能な割合で拡大されるならば、再生資源もまた枯渇しうる。たとえばカスピ海でのキャビアの生産の例をもってこれは生じた。供給の増大につれてにみあうであろう、これらの資源にたいする需要がどれだけ増大するかによっておおいに関係する。多くの組織と政府が、石油ピーク後の需要ギャップに合致するように、バイオ燃料、太陽光セル、風力タービンのようなエネルギー技術を見つけようとする。その他の者は石油の汎用性と可搬性を代替物が効果的に置き換えることはできないことを主張する。書籍Techno-Fix の著者は、成長から生じる農業的ならびに社会的な問題を解決する上での、技術の限界の過大な見積もりに対する技術楽観主義者を批判する。
反成長の提案者たちは、需要の減少が需要のギャップの永久的な終結の唯一の方法ではないことを主張する。再生資源については、需要、そしてすなわち生産が、枯渇を防ぎ環境的に健全な水準まで引き下げられるべきである。石油に依存しない社会へと動くことは、非再生資源が枯渇する場合に社会崩壊（英語: societal collapse）を防ぐ本質として考えられる。

### エコロジカル・フットプリント
エコロジカル・フットプリントは地球の生態系における人類の需要を測定するものである。それは惑星としての地球の環境的な回復能力と人類の需要とを比較する。それは、人類の人口が消費し、そしてその対応する廃棄物を支障なく吸収して引き渡す、その資源を再生するのに必要な、生物化学的な生産可能な陸と海の面積の合計を表す。グローバル・フットプリント・ネットワーク（英語: Global Footprint Network）の2005年の報告書によれば、低所得の国々の居住者たちが1グローバル・ヘクタール（英語: global hectare）（gHa）に住んでいるのに対し、高所得の国々は6.4gHaに住んでいる。

### 反成長と持続可能な成長[9]
反成長の思想は生産主義（英語: Productivism）のすべての諸形態の反対にある。それは、したがって、持続可能な開発の現行の形態に反対する。持続可能性とのかかわりが反成長と矛盾しない場合、持続可能な開発は、資本主義者の成長と消費の増大を目的とする、主流の国際的な開発（英語: international development）の理念の根幹である。

### 「反発効果」
もろもろのテクノロジーは資源利用を引き下げるよう計画される。そして効率の改良は、持続可能にまたは環境に配慮した解決法として、しばしばしつこく求められる。反成長の文献は、しかしながら、反発効果（英語: rebound effect (conservation) ）を理由に、これらの技術的な回避について警告する。この概念は、資源排出が低い技術が導入された場合に、その技術の利用をとりまく習慣が変化するであろう、そしてその技術の消費は増大、もしくはいかなる水準での資源節約を帳消しにしうる、ところの観察にもとづいている。

## 運動の由来
今日の反成長の運動はその起源を19世紀の反工業主義者の傾向にさかのぼることができる。それはジョン・ラスキン、ウィリアム・モリス、アーツ・アンド・クラフツ運動(1819-1900)によってイギリスで、ヘンリー・デイヴィッド・ソロー(1817-1862)によってアメリカで、レフ・トルストイ(1828-1910)によってロシアで発展した。

### ローマクラブ
1968年に、スイスのヴィンタートゥールに本部のあるシンクタンクのローマクラブは、国際関係の問題における実践的な解決策の報告のためにマサチューセッツ工科大学で研究者に依頼した。成長の限界 と呼ばれる、その報告書は1972年に出版され、世界の先行しない経済成長の指し示された生態的な危機がその当時において経験されていた、最初の重要な研究となった。

### ジョージェスク-レーゲンの長続きする影響
反成長運動は、数学者、統計学者、経済学者である、ルーマニア系アメリカ人（英語: Romanian American）のニコラス・ジョージェスク＝レーゲンを運動を奮起させる主要な識者として認める。彼の代表作のThe Entropy Law and the Economic Process において、ジョージェスク-レーゲンは、全体としての世界経済が避けられない将来の崩壊に直面していることを主張する

### 生態的ならびに社会的問題
1972年に、―The Ecologist の編集者の―エドワード・ゴールドスミスとロバート・プレスコットは、「社会の崩壊ならびにこの惑星の生命維持システムの取り返しできない混乱」と著者らが言及するものを防止するような、分散化と空洞化の急進的な計画を要求する、A Blueprint for Survivalを出版した。

### シューマッハーと仏教経済学
エルンスト・フリードリッヒ・シューマッハーの1973年の書籍スモール イズ ビューティフルはひとつのまとまった反成長運動に先んじた。しかしそれでもなお反成長の理念について重要なひとつの基礎をあたえる。この本の中で彼は、消費に基づく、生活水準 の向上を主張する、経済発展の新自由主義モデルが、経済活動ならびに開発の目的として不条理であることを批判する。そのかわり、仏教経済学として彼が引き合いにだすもののもとで、消費を最小化するうちに私たちがよい人生の最大化を求めるべきである。

### セルジュ・ラトゥーシュ
パリ第11大学の経済学の教授の、セルジュ・ラトゥーシュ（英語: Serge Latouche）はつぎのように記した：

もし環境的そしてそれの関係する私たちの自然と世襲財産の損傷の勘定へと繰り込むことによって、成長の割合における引き下げを規制しようと試みるならば、総じてゼロもしくはまさに負の成長の結果を得るだろう…

## 反成長運動

### 大会
運動は、ネットワークのResearch & Degrowth （R&D）によって発起された、
パリ(2008)、バルセロナ(2010)、モントリオール(2012)、ベニス(2012)、ライプチヒ(2014)、ブダペスト(2016)、マルモ(2018)での、国際的な大会も含む。

### バルセロナ大会
The First International Conference on Economic Degrowth for Ecological Sustainability and Social Equity of Paris (2008)では、資本主義の非有効性ならびに、それによって引き起こされる、金融、社会、文化、人口、環境における危機についての議論であり、反成長の基本原理の説明だった。これにたいしてThe Second International Conference of Barcelonaでは反成長社会を実施する特別な方法について焦点を絞られた。

### 世界中における反成長
明白に反成長と呼ばれないものの、似たような概念と用語を用いる運動は、ラテンアメリカのブエン・ビビール（英: Buen ViVir）やインドのエコ・スワラジ（英: Eco-Swarj）のように、世界中に見出すことができる。

### その他の社会運動との関係
反成長運動はその他の多様な社会運動や代替の経済的ビジョンと関係をもち、それらの範囲は協調するものから部分的に重なり合うものまである。ライプチヒでの2014年反成長国際大会を招致した、Konzeptwerk Neue Ökonomie （英: Laboratory for New Economic Ideas）は、32のその他の社会運動とイニシアチブとの関係を図示する、Degrowth in movement(s) と称する計画を2017年に出版した。

## 批判、課題、ジレンマ
反成長の批判は、反成長 の否定的な意味合いが、成長が明白に悪いように思えることも同様にもたらすこと、そして成長の範例をもった近代の願わしい様相の紛糾と同様に、反成長への移り変わりの問題と実行可能性に関わる。

### 批判

#### 否定的な意味合い
反成長 （英: degrowth）の言葉は反成長運動にとって支障になると批判ないし批評される。なぜならそれは否定的な意味合いをもたらしうるからである。それに反して成長 （英: growth）は肯定的に受け止められる、成長 は 上 の方向ならびに肯定的な体験をもって連想される。これに対し下 が反対の連想を生じる。政治心理学における研究は、否定的に下 と知覚する、反成長のような概念の最初の否定的連想は、概念が無意識のレベルで、結合されたときに続く情報の点で偏見をもたせることを示した。

#### マルクス主義からの批判
マルクス主義者は成長の二つの類型を見分ける：人類にとって有益なものと、諸企業にとっての利益を増大するために単にあるものとを。マルクス主義者はそれは決定であり数量ではないところの生産の性質と制御であると考える。成長についての制御と戦略は、社会と経済の発展を可能にする柱であることを彼らは信じる。Jean Zin によると、反成長が正しいと判断される間、それは問題の解決にはならない。しかしながら他のマルクス主義の著作者らは、反成長の見解と近い立場を受け入れる。

#### 理論的な批判のシステム
成長の立場の側の肯定的というよりもむしろ否定的な圧力のもとで、反成長の提案者たちの多数派は、（反）成長における論点を残している、したがって補完的に実行して、そして批判された持続不可能な、成長へのこだわりをそれ以上に支持している。このパラドックスから逃れるひとつの方法は究極にはひとつの経済的な概念である、成長の削減主義者のビジョンの変更にあるかもしれない。その概念は、社会の別の機能システム（英語: differentiation (sociology)）において成長の観測をなしうるところの広義の成長の概念にたいして、成長と反成長の両方の提案者が共通に意味するものである。成長へのこだわり、あるいは資本家の組織のある対応する記録は最近提案されている。

### 課題

#### 政治的ならびに社会的範囲において
成長の命令は、市場資本主義者にとって必要なものであるところの彼らの社会において深く堅固に守られている。それのみならず、国民国家、福祉、労働市場、教育、アカデミー、法、金融といった、近代社会の諸制度は、それを維持するよう成長とともに発展してきた。反成長への移行はしたがって経済システムの変化だけではなくそれに依存するすべてのシステムの変化も要求する。

#### 農業
反成長の社会は集約農業からより低い集約度へと移行することを求めるだろう、そしてパーマカルチャーや、有機農業のようなより持続性のある農業の実行を求めるだろう、しかしもしこれらの代替物のいずれかが現行の世界人口および将来の世界人口（英語: projected global popuolation ）にとって食料を与えうるかどうかは明らかではない。

### ジレンマ
エネルギーと資源の高水準の処理量をもって近代が現れて以来、近代の願わしい諸相と、エネルギーと資源の持続不可能な水準の利用との間に妥協案が明白に見出される。マルクス主義の見方を通してこれを別の角度から見れば、上部構造と下部構造にこれらは関係する。反成長の劇的に異なった物質条件によって、それの社会は、社会の文化的ならびにイデオロギー的分担の変化を同じく劇的に生み出しうる。

#### 個人間の暴力
近代社会において私たちが観察することのできる個人間の暴力の低下は、暴力の独占を通じて国家によって、グローバル市場の拡大とともに現れた。個人間の暴力のこの低下が異なった政治経済のもとで進行するかどうかは確かではない。

#### 性の平等
子供の養育をあてがう状態のうちに、雇用をもってそれらをあたえるものとしての資本主義の労働市場への条件付きの1980年代からの女性解放。再び、近代社会での女性解放のような社会の進歩の存在は、エネルギーと資源の低水準の消費をもった複雑でない反成長社会では、それの保障はない。地域での生産において依存する脱グローバル化社会、ならびに出産制限技術が制限されるようになるだろうものにおいて、伝統的な性の役割は再現してもよいだろう。

#### 医療保障
最後の出産まで個人の身体を扱う近代の医療保障システムの能力と、このようなエネルギーと資源を集約したケアの広範囲のグローバルな生態劇なリスクとの間の明白な相殺関係があることは指摘されてきた。もしこの相殺関係があるならば、反成長社会は、生態的集約性の優先と、集合的な衛生の安全もしくは個人への支給される公衆衛生の最大化との中間を選択するだろう。

### 人物、団体
- ゴルツ, アンドレ（英語: André Gorz）
- ゴールドスミス, エドワード
- ジョージェスク-レーゲン, ニコラス
- ジャクソン, ティム（英語: Tim Jackson (economist)）
- パータン, フランソワ（英語: François Partant）
- ミシャン, エズラ・J（英語: E. J. Mishan）
- ラトゥーシュ, セルジュ（英語: Serge Latouche）
- 反成長擁護団体（英語: category:degrowth advocates） （カテゴリー）
- ローマクラブ

### 著作
- Blueprint for Survival（英語版）
- The Path to Degrowth in Overdeveloped Countries（英語版）
- Power Down: Options and Actions for a Post-Carbon World（英語版）
- Prosperity Without Growth（英語版）
- Wealth, Virtual Wealth and Debt（英語版）
- 成長の限界

### 事項
- GPI（英語: Genuine progress indicator）
- GROWL（英語: GROWL）
- L字不況
- シンプルライフ (ライフスタイル)
- スローライフ
- 生産主義（英語: productivism）
- 政治生態学（英語: Political ecology）
- 生態経済学
- トランジション・タウン
- 脱開発理論（英語: postdevelopment theory）
- 脱消費者主義（英語: post-consumerism）
- 脱成長
- チャイルド・フリー
- 定常経済
- 泥棒の逆理（英語: paradox of thrift）
- 反資本主義
- 反消費者主義（英語: anti-consumerism）
- 非経済的成長（英語: Uneconomic growth）
- 無政府主義的な素朴主義（英語: Anarcho-primitivism）